# Préval (Sarthe)
Préval ist eine französische Gemeinde mit 669 Einwohnern (Stand 1. Januar 2022) im Arrondissement Mamers im Département Sarthe in der Region Pays de la Loire. Préval gehört zum Kanton La Ferté-Bernard und zum Gemeindeverband Communauté de communes du Pays de l’Huisne Sarthoise. Die Einwohner werden Prévalois genannt.

## Geographie
Préval liegt etwa 42 Kilometer nordöstlich von Le Mans. Umgeben wird Préval von den Nachbargemeinden Saint-Germain-de-la-Coudre im Norden, Souvigné-sur-Même im Osten, La Ferté-Bernard im Süden sowie La Chapelle-du-Bois im Westen.

## Bevölkerungsentwicklung
| 1962                      | 1968 | 1975 | 1982 | 1990 | 1999 | 2006 | 2013 |
| ------------------------- | ---- | ---- | ---- | ---- | ---- | ---- | ---- |
| 249                       | 226  | 274  | 461  | 580  | 568  | 620  | 678  |
| Quelle: Cassini und INSEE |      |      |      |      |      |      |      |

## Sehenswürdigkeiten

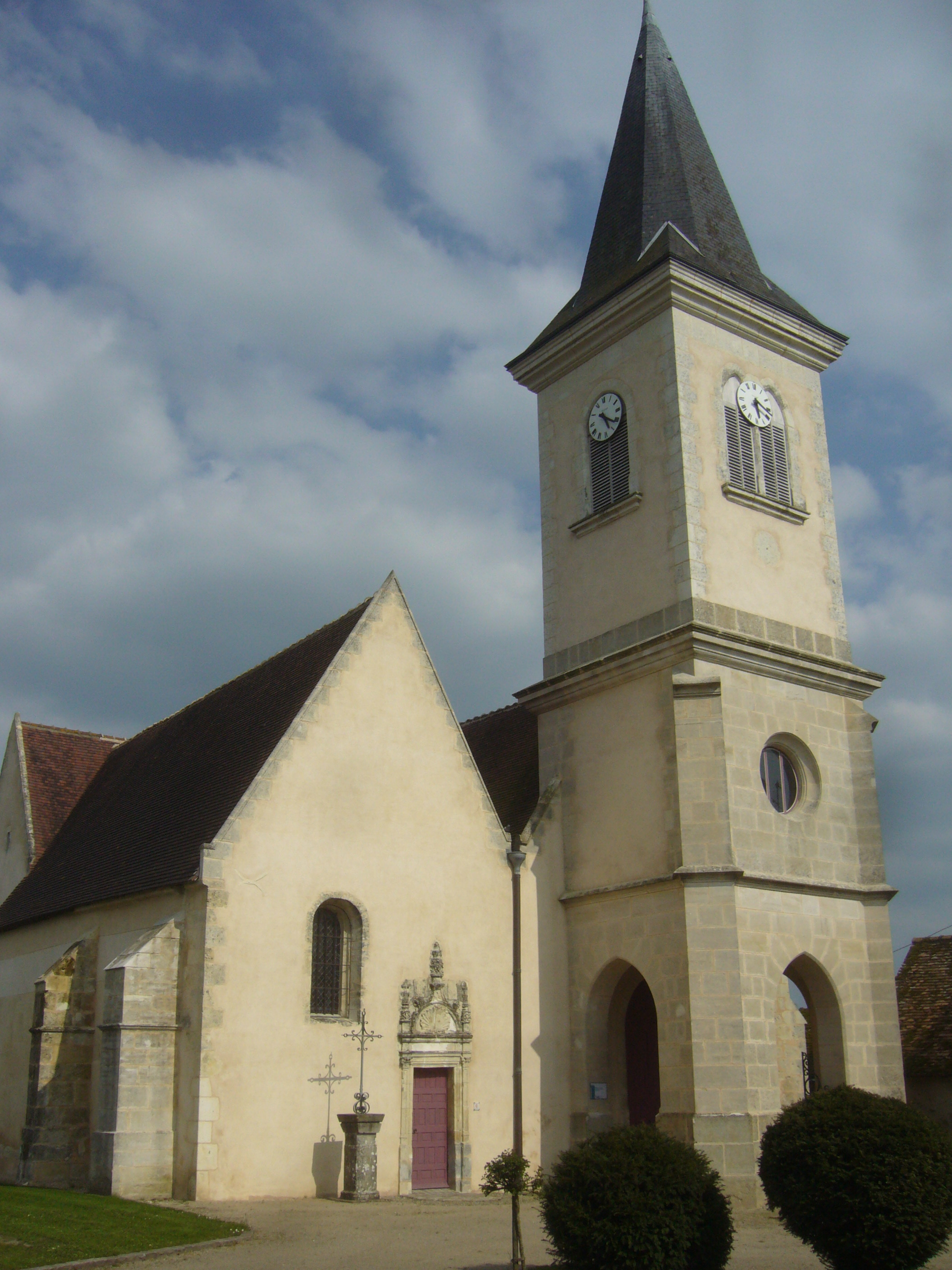
Kirche Saint-Pierre-et-Saint-Paul

- Kirche Saint-Pierre-et-Saint-Paul aus dem 12. Jahrhundert, seit 1927 Monument historique